# Mauritius na Letnich Igrzyskach Paraolimpijskich 2004
Mauritius na Letnich Igrzyskach Paraolimpijskich 2004 w Atenach reprezentowało dwoje lekkoatletów. Był to drugi występ reprezentacji tego kraju na igrzyskach paraolimpijskich (po starcie w 1996 roku).

## Wyniki

### Lekkoatletyka
Mężczyźni
| Zawodnik      | Konkurencja            | Eliminacje | Eliminacje | Półfinał | Półfinał | Finał    | Finał   | Źródło |
| Zawodnik      | Konkurencja            | Rezultat   | Miejsce    | Rezultat | Miejsce  | Rezultat | Miejsce | Źródło |
| ------------- | ---------------------- | ---------- | ---------- | -------- | -------- | -------- | ------- | ------ |
| Richard Souci | bieg na 100 metrów T12 | 12,51      | 4          | NQ       | NQ       | NQ       | NQ      | [ 2 ]  |
| Richard Souci | bieg na 200 metrów T12 | 24,80      | 4          | NQ       | NQ       | NQ       | NQ      | [ 3 ]  |

Kobiety
| Zawodniczka      | Konkurencja            | Eliminacje | Eliminacje | Półfinał | Półfinał | Finał    | Finał   | Źródło |
| Zawodniczka      | Konkurencja            | Rezultat   | Miejsce    | Rezultat | Miejsce  | Rezultat | Miejsce | Źródło |
| ---------------- | ---------------------- | ---------- | ---------- | -------- | -------- | -------- | ------- | ------ |
| Salatchee Murday | bieg na 200 metrów T54 | 44,40      | 6          | —        | —        | NQ       | NQ      | [ 4 ]  |